# Lamania sheari
Espèce
Synonymes
- Paculla sheari Brignoli, 1980

Lamania sheari est une espèce d'araignées aranéomorphes de la famille des Pacullidae.

## Distribution
Cette espèce est endémique de Sulawesi en Indonésie,.

## Étymologie
Cette espèce est nommée en l'honneur de William A. Shear.

## Publication originale
- Brignoli, 1980 : Ricerche nell'Asia sudorientale dell'Istituto di Zoologia de L'Aquila. I. Due nuovi ragni di Celebes (Araneae: Pacullidae, Mimetidae). Bollettino della Società entomologica italiana, vol. 112, p. 162-166.